# Марино (Ісетський район)
Ма́рино (рос. Марино) — селище у складі Ісетського району Тюменської області, Росія.
Стара назва — Ісетська база Заготскот.
Населення — 10 осіб (2010, 11 у 2002).
Національний склад станом на 2002 рік:
- росіяни — 46 %
- казахи — 45 %